# Fabrique de jardin
Ne doit pas être confondu avec Folie (maison de plaisance).

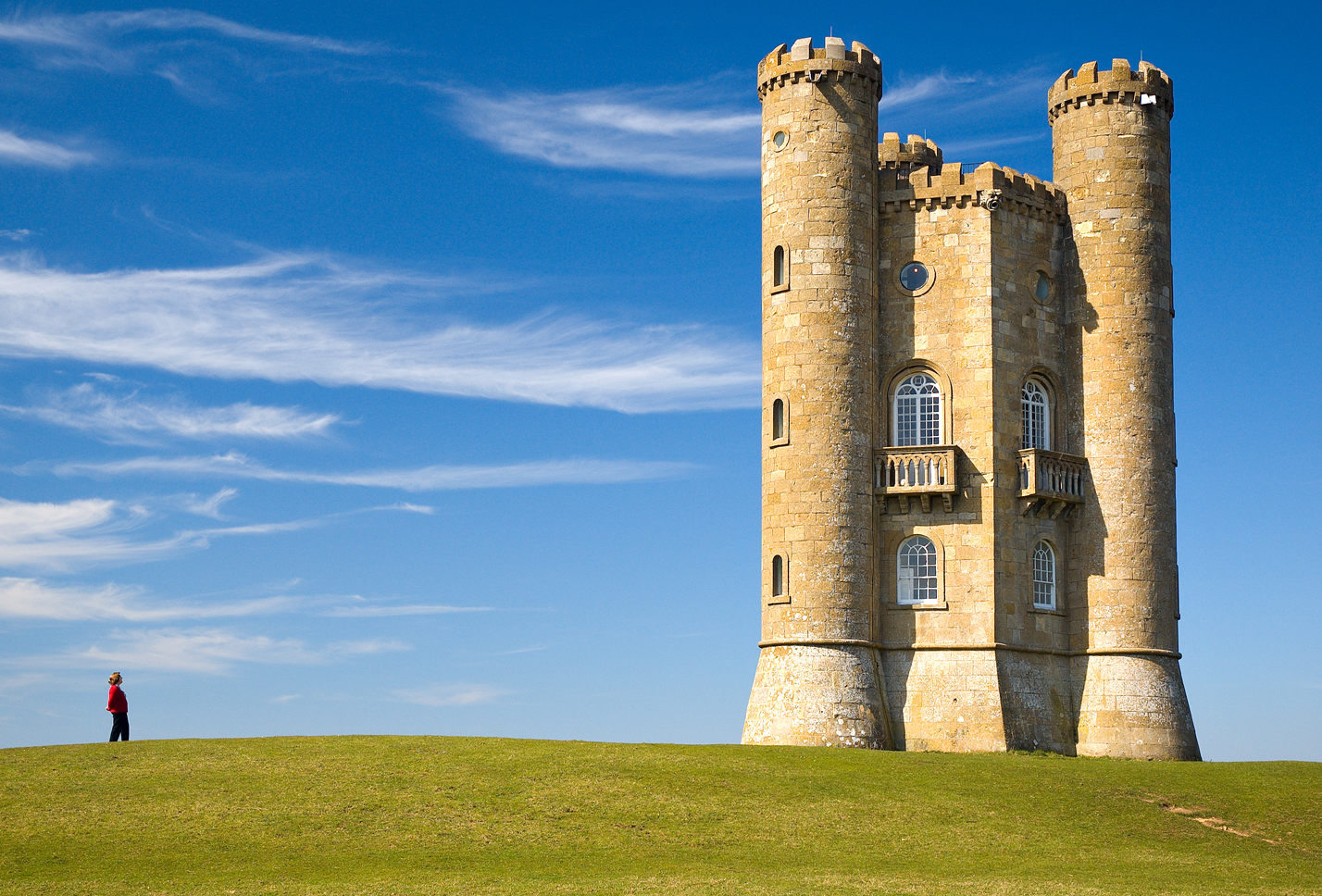
Tour de Broadway (1799), Cotswolds.

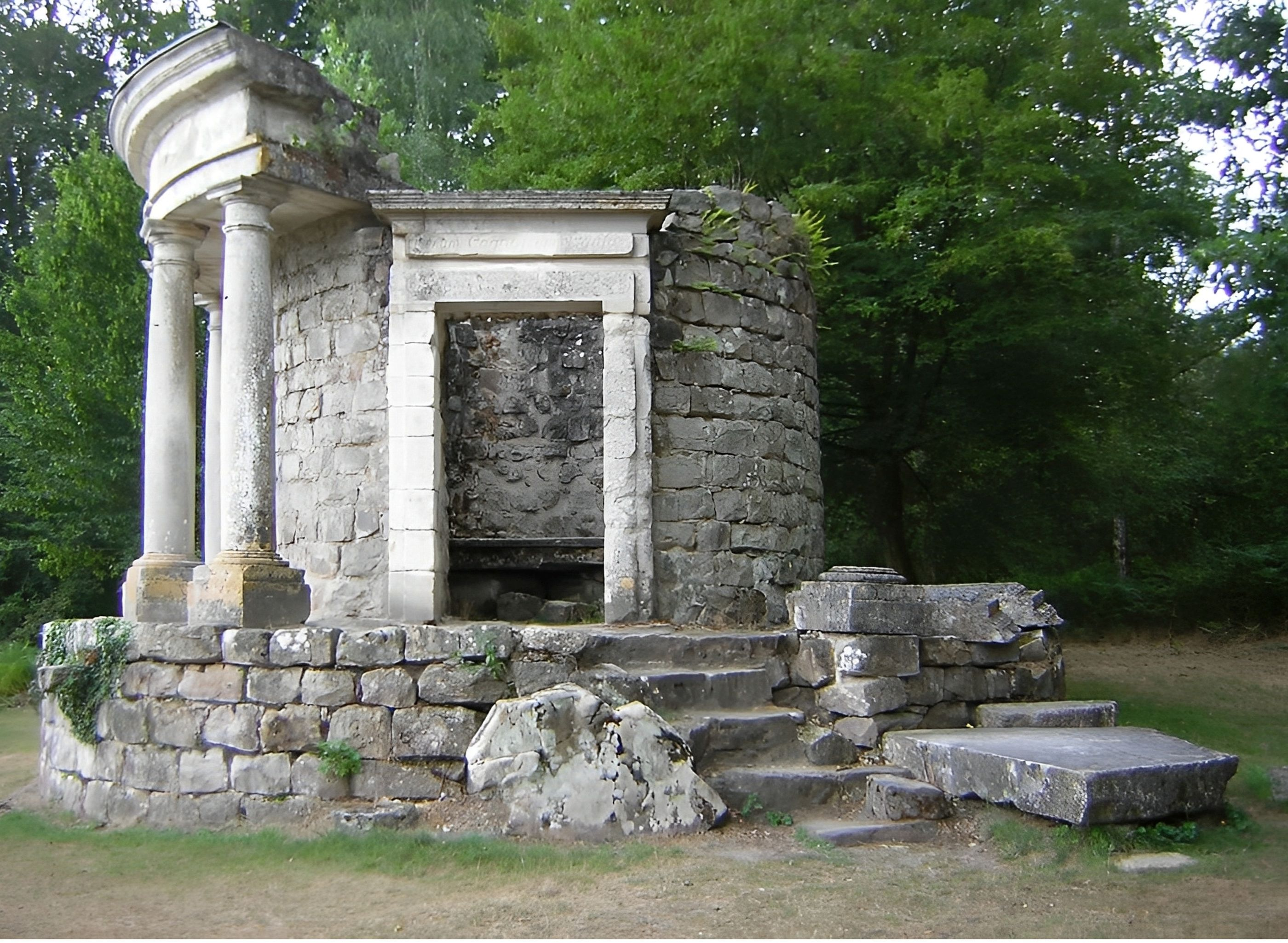
Temple de la philosophie dans le parc Jean-Jacques-Rousseau, XVIIIe siècle, délibérément construit inachevé.

Une fabrique de jardin est une construction à vocation ornementale prenant part à une composition paysagère au sein d'un parc ou d'un jardin. Elle sert généralement à ponctuer le parcours du promeneur ou à marquer un point de vue pittoresque. Prenant les formes les plus diverses, voire extravagantes, les fabriques évoquent en général des éléments architecturaux inspirés de l'Antiquité, de l'Histoire, de contrées exotiques ou de la nature. Les premières fabriques apparaissent dans les jardins anglais au début du XVIIIe siècle et se répandent avec la mode des jardins paysagers. De véritables parcs à fabriques voient ainsi le jour au cours des xviiie et xixe siècles.

## Historique
Selon Michel Baridon, l'une des premières fabriques de jardin serait les ruines d'un ancien manoir, le manoir de Woodstock, présent dans le parc du château de Blenheim. Alors que la duchesse de Marlborough demande à l'architecte John Vanbrugh de détruire ces vestiges, celui-ci parvient à la convaincre de les intégrer dans la composition paysagère du parc irrégulier. Ces constructions sont alors désignées sous le terme anglais de folly. Dès le XVIIIe siècle, le terme « fabrique » est utilisé pour désigner ce type de construction : « Tous les bâtiments d'effet et toutes les constructions que l'industrie humaine ajoute à la nature, pour l'embellissement des jardins. » C'est sans doute Claude-Henri Watelet qui utilise le terme de fabrique pour la première fois pour les jardins dans son Essai sur les jardins (1774). Il rédige d'ailleurs l'article « Fabrique » dans l’Encyclopédie : terme utilisé alors dans le domaine de la peinture. Watelet incite les architectes à utiliser ces compositions.
Par leur disposition et leur succession, elles assuraient l'articulation des points de vue et ponctuaient les circuits de promenade. L'implantation des fabriques dans le jardin pouvait répondre à une simple recherche du pittoresque, mais le romantisme de la fin du XVIIIe siècle enrichit leur disposition d'une dimension philosophique. La succession des fabriques sur le parcours du promeneur devenait alors un support à la réflexion : cénotaphe, temple de la philosophie, ermitage, grotte.
Au-delà de leur aspect décoratif, l’aspect utilitaire de ces édifices fut souvent oublié par le temps. Pour cette raison, les fabriques de jardin furent parfois qualifiées de « bâtiments incompris ».

## Typologies des fabriques de jardin

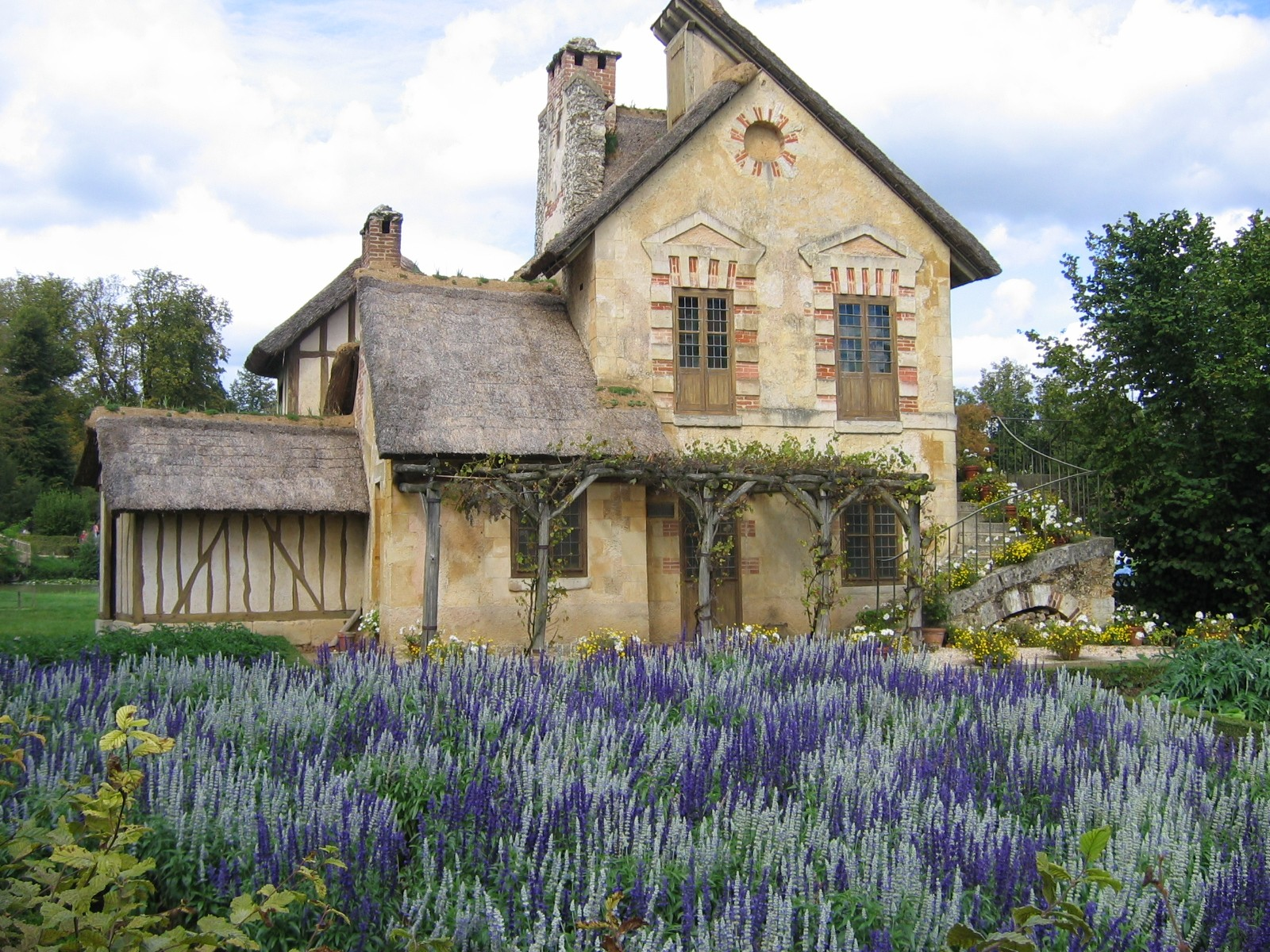
Moulin à eau du hameau de la Reine, Petit Trianon, « fabrique champêtre ».

On regroupe couramment les fabriques de jardin en quatre typologies pittoresques principales :
- les fabriques classiques : inspirées de l’antique, elles comportent les temples, rotondes ou colonnades à motifs antiquisants ;
- les fabriques exotiques, qui s’inspirent des pays lointains. Ce sont les pagodes, portes chinoises, pyramides ;
- les fabriques naturelles, qui reproduisent des dolmens, des grottes ou des rochers artificiels ;
- les fabriques champêtres : chaumières, huttes, et reproductions d’architectures vernaculaires.

Selon l’importance des parcs, les quatre typologies cohabitent ou se succèdent dans le déroulement d’une promenade et la découverte du jardin. On peut y ajouter des bâtiments utilitaires mais traités avec un souci d'architecture soignée comme les audiences et les glacières.
Dans le jardin à l'anglaise du Petit Trianon à Versailles, le promeneur traverse les rochers et les grottes, s’arrête au temple de l’Amour ou au Belvédère avant d’atteindre le hameau de la Reine et son ensemble de chaumières.

## La restauration des fabriques
Si les fabriques qui ont subsisté furent construites en dur, parfois pour sembler partiellement en ruine, la plupart d'entre elles ont disparu avec la réduction des parcs sous la pression urbaine.
Pour cette raison, et la légèreté de leur construction aidant, de nombreuses fabriques ont été déplacées. Ces changements de site ont malheureusement rompu la lecture du cheminement philosophique qui avait présidé à leur implantation.
Les restaurations des fabriques mettent en général l'accent sur la reconstitution de la construction, oubliant l'aspect essentiel de leur environnement naturel. Les fabriques font partie intégrante des constructions végétales d'un jardin, avec lesquelles elles ont été conçues. La restauration des édifices doit donc aller de pair avec la restitution des arrangements végétaux (écrans de buissons, coloris des feuillages, trouées ou points de vue ménagés dans la végétation. Sur ce plan, la récente restauration du jardin anglais du Petit Trianon de Versailles est en tout point exemplaire.

## Exemples

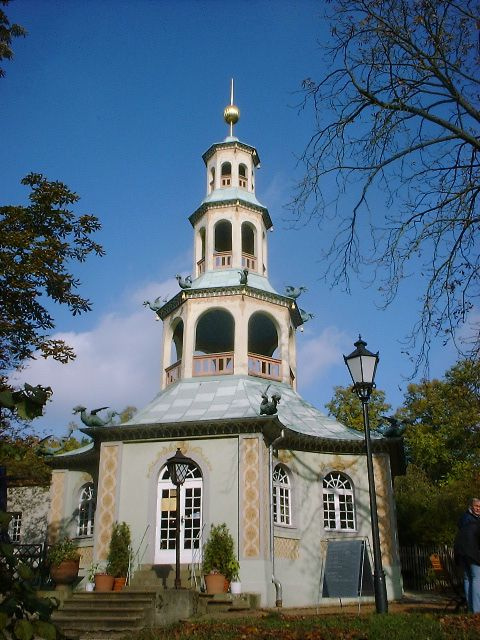
Potsdam : maison du Dragon.

### Allemagne
- Bayreuth : Eremitage et temple du Soleil du Neues Schloss (de) construit pour la margravine Wilhelmine, sœur du roi Frédéric II de Prusse
- Englischer Garten, Munich, Bavière : pagode chinoise, monoptère…
- Neuschwanstein, dans le Hohenschwangau, Bavière
- Nymphenburg, Munich, Bavière : fabriques de Cuvilliés et de Leo von Klenze dans le parc du château, Amalienburg, Badenburg, Pagodenburg, Magdalenklause
- Pommersfelden
- Sans-Souci, Potsdam, palais du roi Frédéric II de Prusse : pavillon chinois, pavillon du thé, maison du Dragon, temple de l'Amitié
- Schwetzingen, le parc du château présente les fantaisies du château de Lunéville.

### Australie
- Nambour, Queensland : The Big Pineapple (en)

### Autriche
- Château d'Ambras
- Château de Hellbrunn
- Château de Schönbrunn : la Gloriette

### Belgique

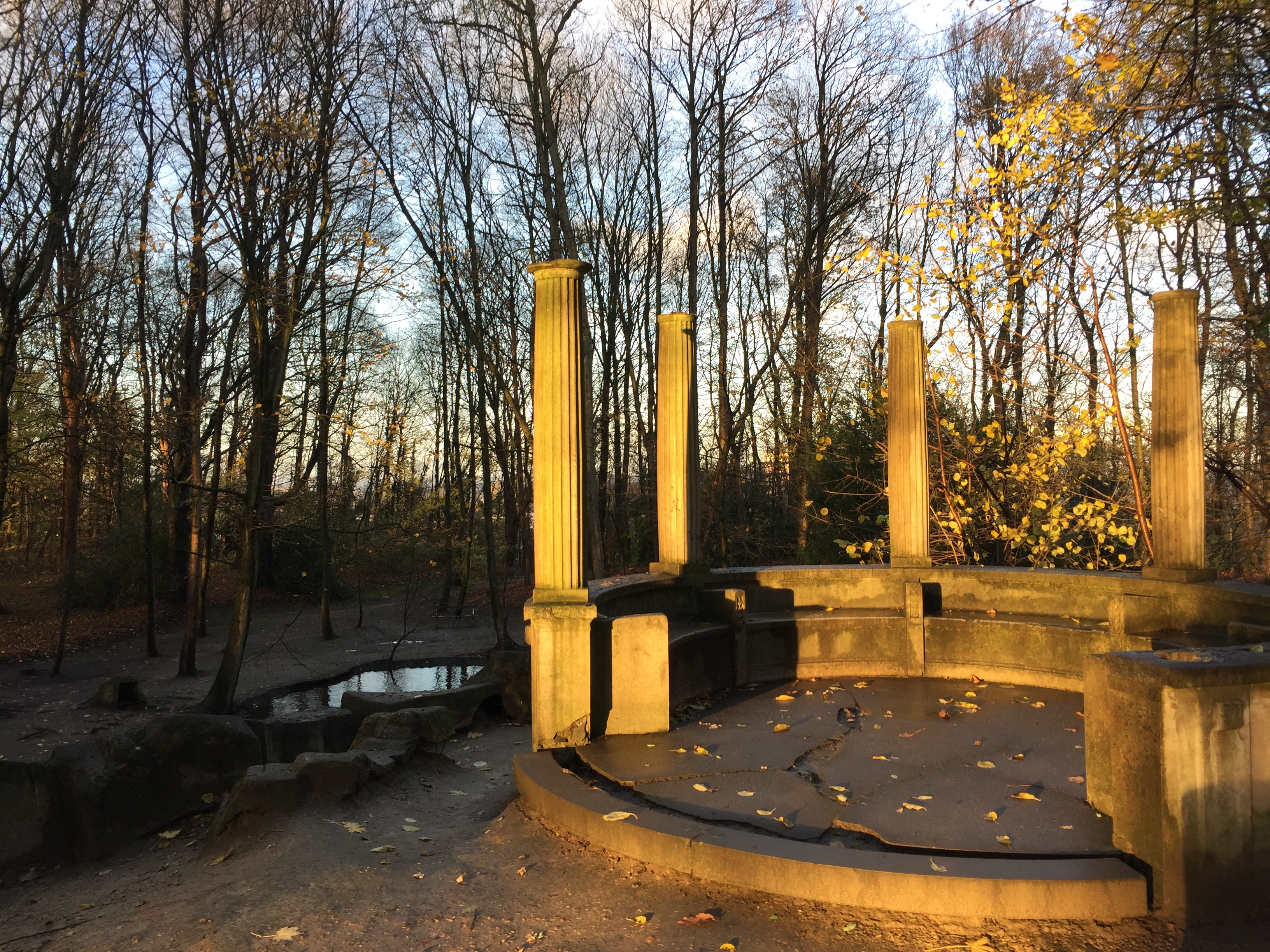
Le pavillon du parc de la Sauvagère à Uccle en Belgique.

- Attre : rocher artificiel dans le parc du château

### États-Unis

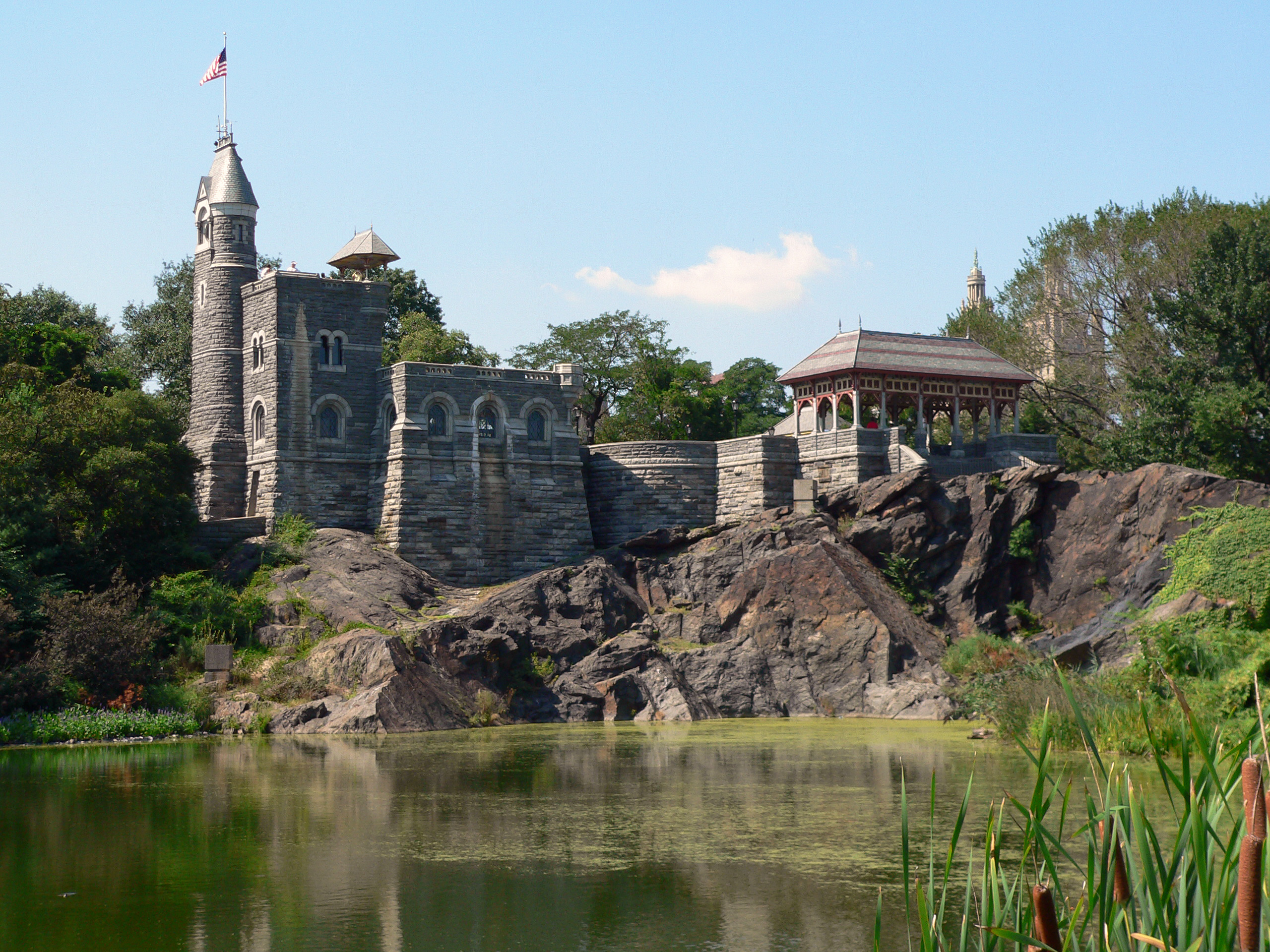
Château du Belvédère, Central Park, New York.

- Château du Belvédère, Central Park, New York.
- Tour de Lawson (en), Scituate.
- Château d'eau de Ypsilanti (en), Ypsilanti.
- Bishop Castle, à l'extérieur de Pueblo.
- Korner's Folly (en), Kernersville.
- San Simeon, Californie

### France

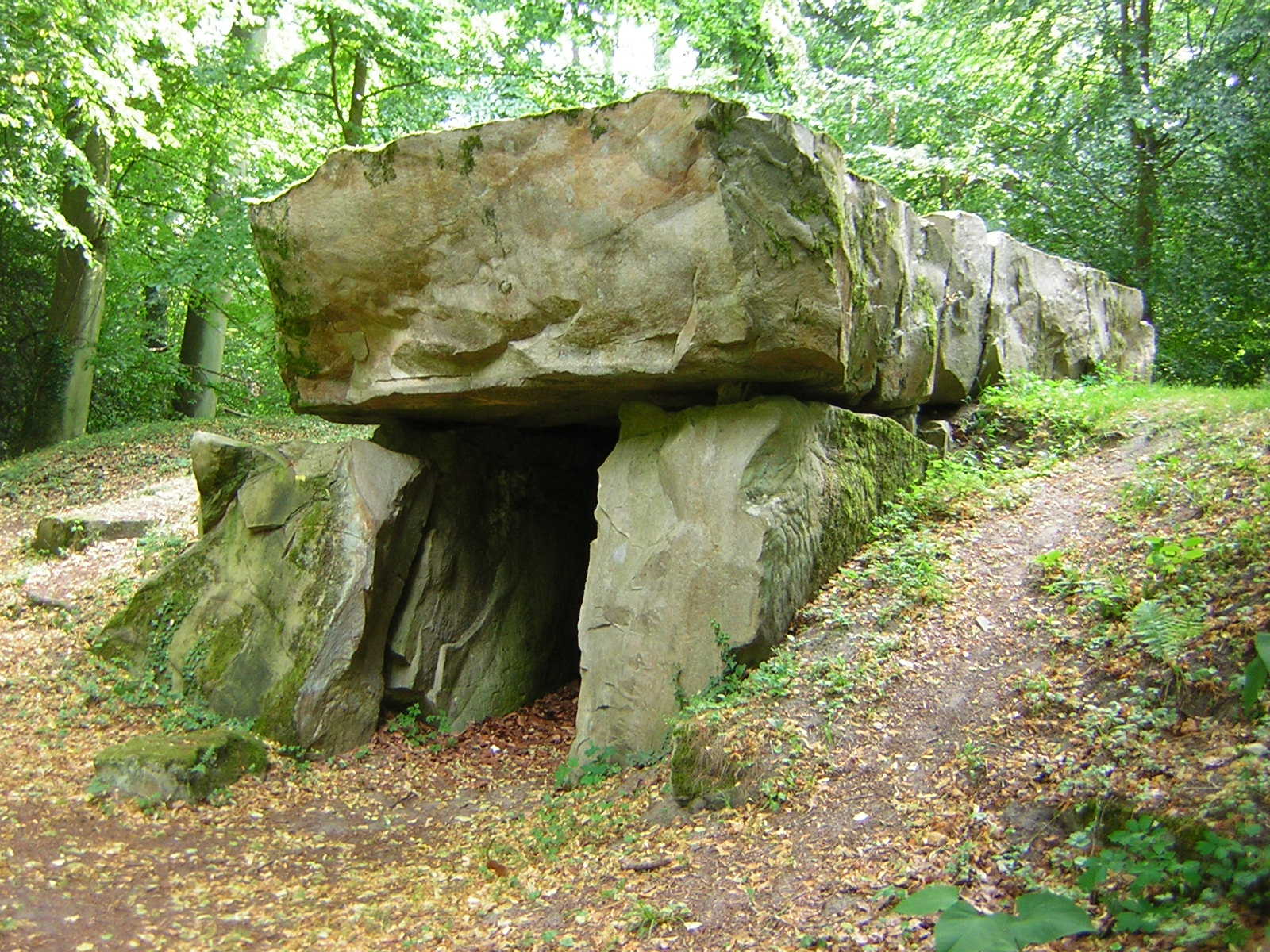
Le Dolmen, fabrique du parc Jean-Jacques-Rousseau à Ermenonville.

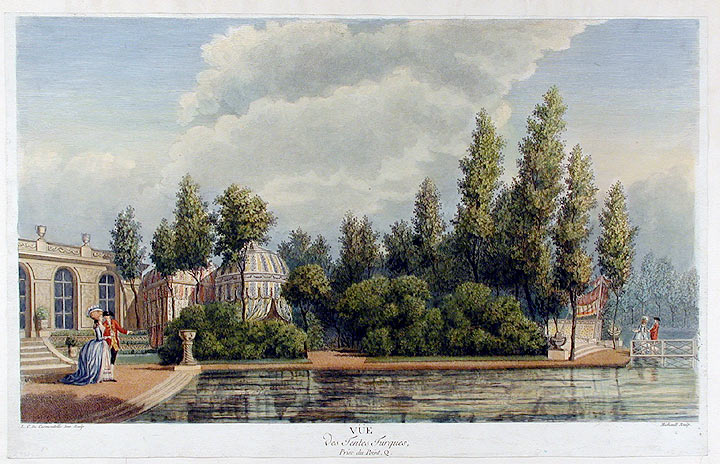
Vue des tentes turques du parc Monceau,
gravure de Jean-Baptiste Delafosse d'après Carmontelle (1779).

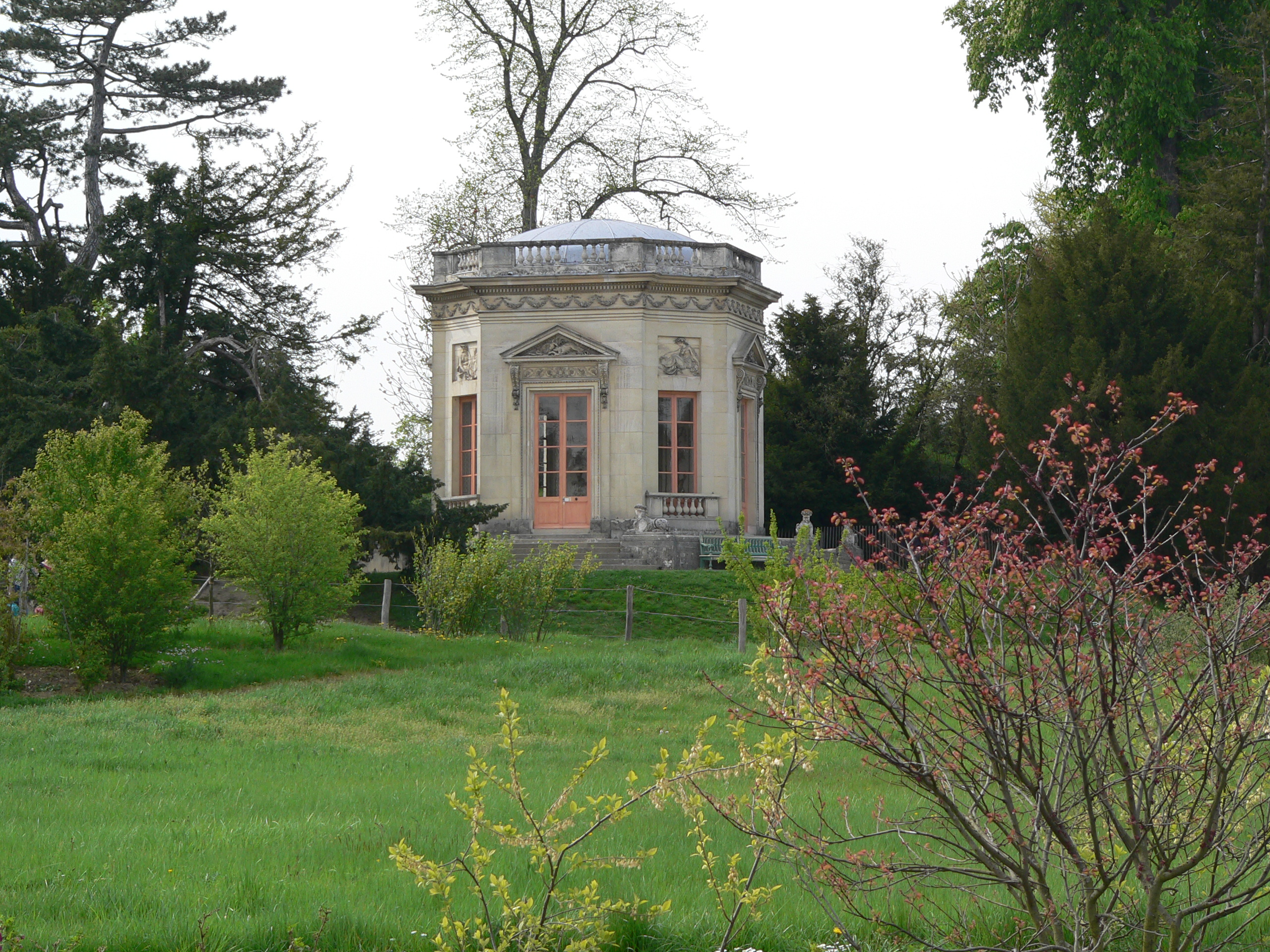
Le Belvédère, fabrique des jardins du Petit Trianon à Versailles.

- Amboise : Pagode du château de Chanteloup.
- Bougival : datcha de Tourgueniev
- Le Cellier : les Folies Siffait
- Chambourcy, près de Paris : désert de Retz, parc à fabriques du XVIIIe siècle
- Chantilly : hameau du château de Chantilly et son village de fabriques champêtres
- Cintegabelle : Parc du Secourieu et ses ornements : deux pavillons 1830, Grand Bassin, fontaine du Noisetier ou Miroir d'eau, Pavillon de chasse de la Mouline, Colonne commémorative, statue et son socle, ancienne glacière dite Montagne Russe, Bassin rond, Bassin Ovale (Monument Historique : inscription par arrêté du 28 juin 1988)[8]
- Clisson : domaine de la Garenne-Lemot
- Cognac : fabriques du jardin public de Cognac
- Dax : la Tour de Borda, fabrique du XVIIIe siècle aujourd'hui à l'abandon.
- Ermenonville : parc Jean-Jacques-Rousseau
- Guebwiller : chalet suisse du parc de la Neuenbourg.
- L'Isle-Adam : pavillon chinois du parc de Cassan, fabrique classée du XVIIIe siècle.
- Lunéville : parc du château de Lunéville, dont la plupart des fantaisies (le Kiosque et le Trèfle) sont désormais au château de Schwetzingen en Allemagne.
- Méréville (Essonne) : dans le parc du château de Méréville furent édifiées plusieurs dizaines de fabriques (grottes, colonne rostrale, cénotaphe de Cook, laiterie, temple de la Piété filiale, cascade, ponts). La plupart d'entre elles ont été vendues à la fin du XIXe siècle et déplacées au parc de Jeurre.
- Mézidon-Canon : temple de la Pleureuse, kiosque chinois, colombier, bustes dans le parc du château de Canon
- Montfort-l'Amaury : château de Groussay, une dizaine de fabriques néoclassiques commanditées par Charles de Beistegui et inspirées par Emilio Terry
- Neuilly-sur-Seine : folie Saint-James, dans le parc quelques fabriques du XVIIIe siècle subsistent.
- Paris : la gloriette de Buffon (1786-1787) au Jardin des plantes
- Paris : dans le parc de Bagatelle, les fabriques (notamment la Pagode) de la « folie d'Artois »
- Paris : dans le parc Monceau, les fabriques (notamment la naumachie et la pyramide) de la « folie de Chartres »
- Paris : parc de la Villette, les « folies », fabriques contemporaines de Bernard Tschumi
- Paris : dans le jardin du Monastère de la Visitation (Denfert-Rochereau)
- Pompignan : parc du château de Pompignan
- Le Port-Marly : le château d'If dans le parc du château de Monte-Cristo, construit par Alexandre Dumas
- Rambouillet : chaumière aux coquillages et laiterie de la reine Marie-Antoinette
- Saint-Savin sur Gartempe : « château » dans un jardin de particulier
- Sceaux, parc de Sceaux : pavillon de Hanovre (1758-1760) provenant du jardin de l'hôtel d'Antin, à Paris (boulevard des Italiens)
- Versailles, Petit Trianon : fabriques du jardin anglais et du Hameau de la Reine
- Yerres (Essonne) : nombreuses fabriques du parc de la propriété Caillebotte
- Dax : la Tour de Borda, fabrique du XVIIIe siècle aujourd'hui à l'abandon.

### Hongrie
- Sopron : château de Taródi
- Székesfehérvár : château de Bory
- Château de Vajdahunyad dans le parc municipal de Budapest

### Inde
- Thalassery, Kerala : Overbury's Folly (en)

### Irlande

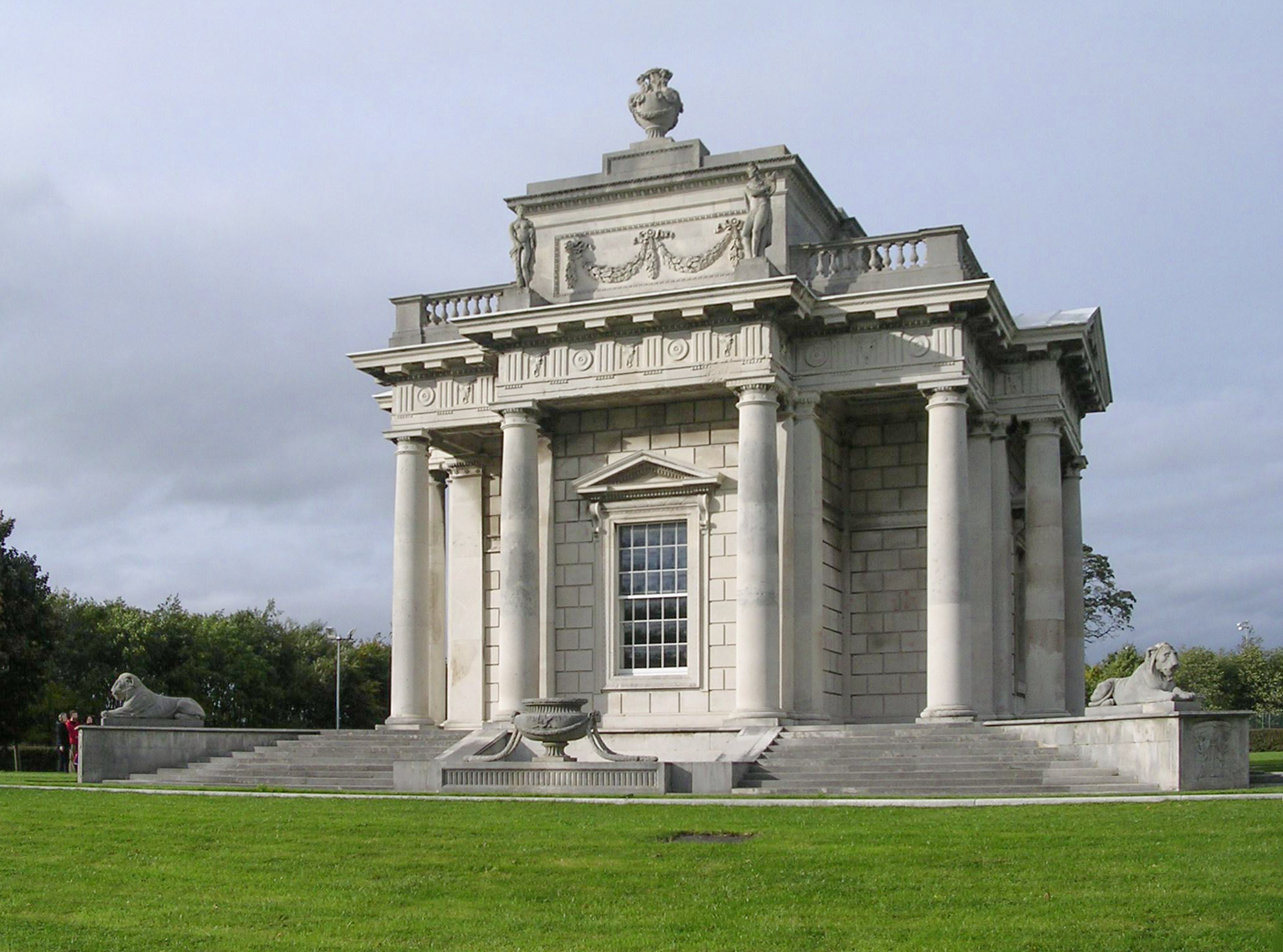
Casino de Marino, Dublin.

- Celbridge, comté de Kildare : Conolly's Folly (en)
- Celbridge, comté de Kildare : The Wonderful Barn
- Dublin : Casino de Marino (en)

L'Irlande se caractérise également par ce que l'on appelle les « fabriques de la famine ». Lors de la grande famine de 1845-1849, due à la maladie de la pomme de terre, un million de personnes trouvèrent la mort. Dans la mesure du possible, il fallut aider les familles les plus pauvres. Toutefois, la mentalité de l'époque excluait l'idée de dédommager sans contrepartie les agriculteurs ruinés. Or, parallèlement, il eût été impossible de leur fournir du travail, car cela eût privé les ouvriers de leurs revenus. On recourut alors à une solution originale qui consista à leur proposer un travail inutile pour lequel ils recevraient une rétribution. Ainsi naquirent les « fabriques de la famine », constructions absurdes et aménagements sans objet : routes pavées qui ne menaient nulle part, murs extérieurs d'édifices inexistants, appontements au milieu des tourbières.
Une cinquantaine d'années plus tard, la McCaig's Tower, en Écosse, dut sa création à des impératifs du même ordre.

### Italie

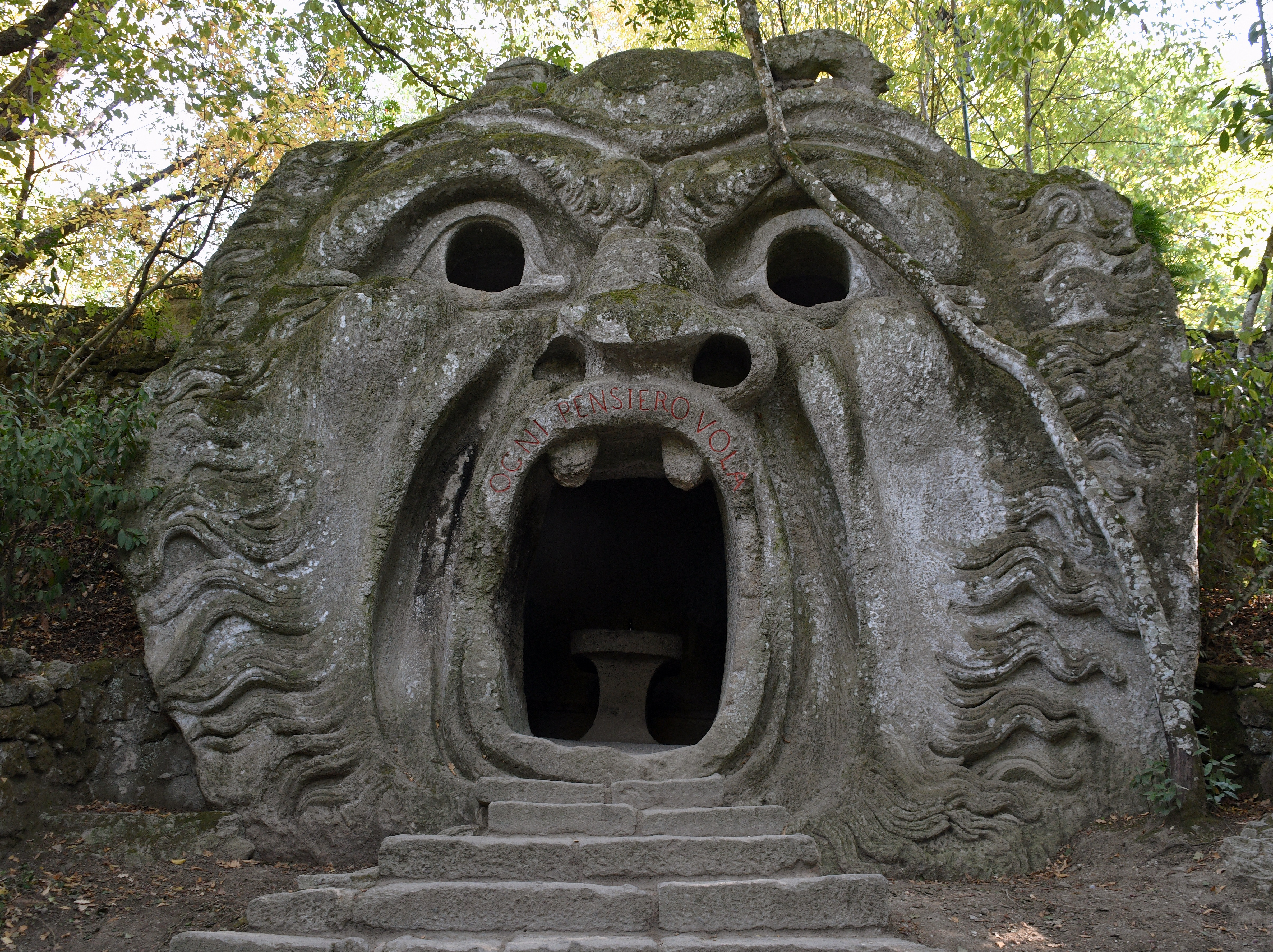
Monstre de Bomarzo.

Kaffeehaus du jardin de Boboli.

- Bomarzo : jardins avec statues de monstres
- Caserte
- Florence : obélisque et pavillon Kaffeehaus du jardin de Boboli
- Isola Bella
- Palerme : pavillon chinois

### Pays-Bas
- Rosendael

### Pologne
- Palais de Dobrzyca : panthéon, monoptère, etc.
- Palais de Wilanow : pagode, etc.

### Portugal
- Fronteira
- Sintra, Puits initiatique

### Royaume-Uni

#### Angleterre
- Bath : Prior Park, pont palladien, grotte et édifice gothique
- Birmingham : Perrott's Folly (en)
- Brighton : pavillon du Régent
- Bristol : Goldney Hall (en), tour gothique
- Bristol : Black Castle Public House (en)
- Cambridgeshire : Wimpole Hall, fausse ruine
- Cliveden : pavillon octogonal
- Derbyshire : Chatsworth House
- Hampshire : New Forest, Sway Village, Sway Tower
- Hornsea : Bettison's Folly (en)
- Leicestershire : Bradgate Park, Old John (en)
- Londres : tour de Watkin
- Londres : pagode des Kew Gardens
- Oxfordshire : Faringdon Folly, Faringdon
- Tour Clavell, Dorset
- Tour de Freston (en), près d'Ipswich, Suffolk
- Tattingstone Wonder (en), près d'Ipswich, Suffolk
- Severndroog Castle, Shooter's Hill (en), au sud-est de Londres
- Rushton Triangular Lodge (en), Northamptonshire (XVIe siècle)
- Stowe School : plusieurs fabriques dans le parc
- Ashton Memorial (en), Lancastre
- Tour de Broadway, Cotswolds, Worcestershire (1799)
- Hawkstone Park (en), fabriques et jardins dans le Shropshire
- King Alfred's Tower, Stourhead, Wiltshire
- Tunnels Williamson, probablement la plus grande fabrique souterraine au monde, Liverpool
- Flounders' Folly (en), Shropshire
- Yorkshire du Sud : Wentworth Woodhouse, Wentworth Follies
- Yorkshire : château Howard
- Sunderland : Monument de Penshaw
- Lyme Park : the Cage
- Château de Peckforton

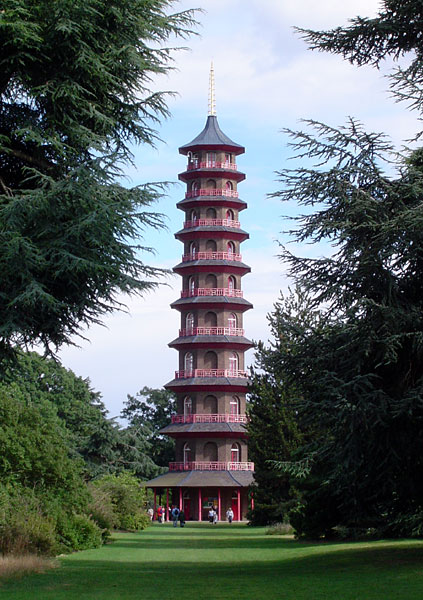
Londres : la pagode des Kew Gardens.
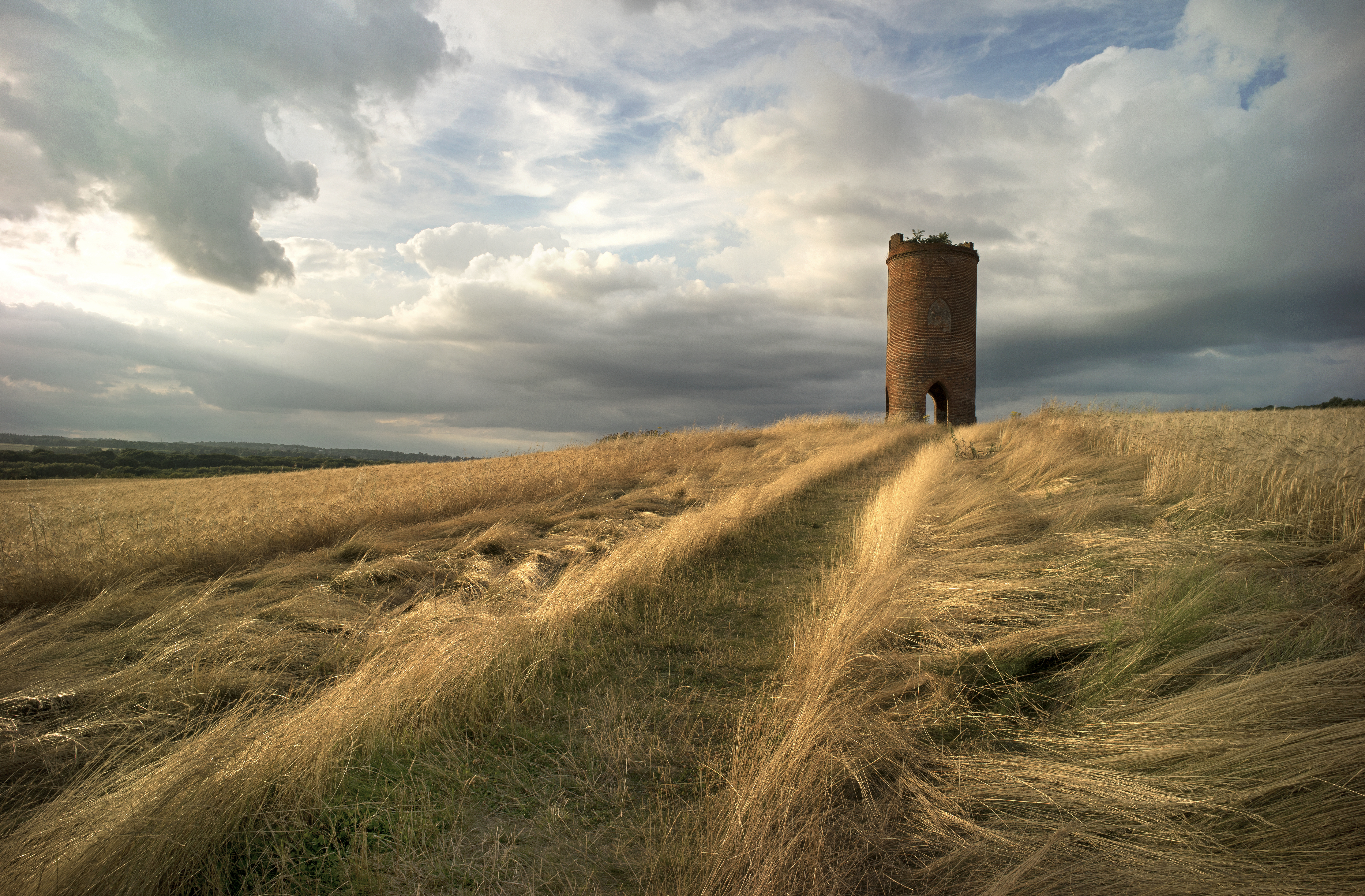
Wilder's Folly (en), une fabrique de jardin dans le Berkshire
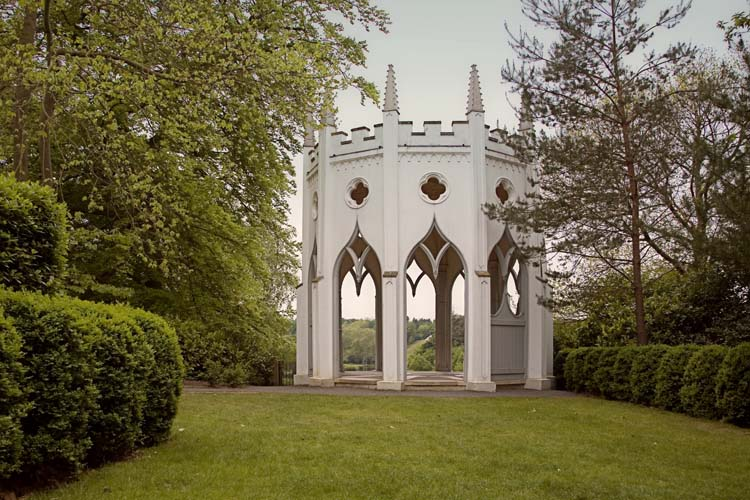
Temple gothique de Painshill Park, Surrey.

#### Écosse

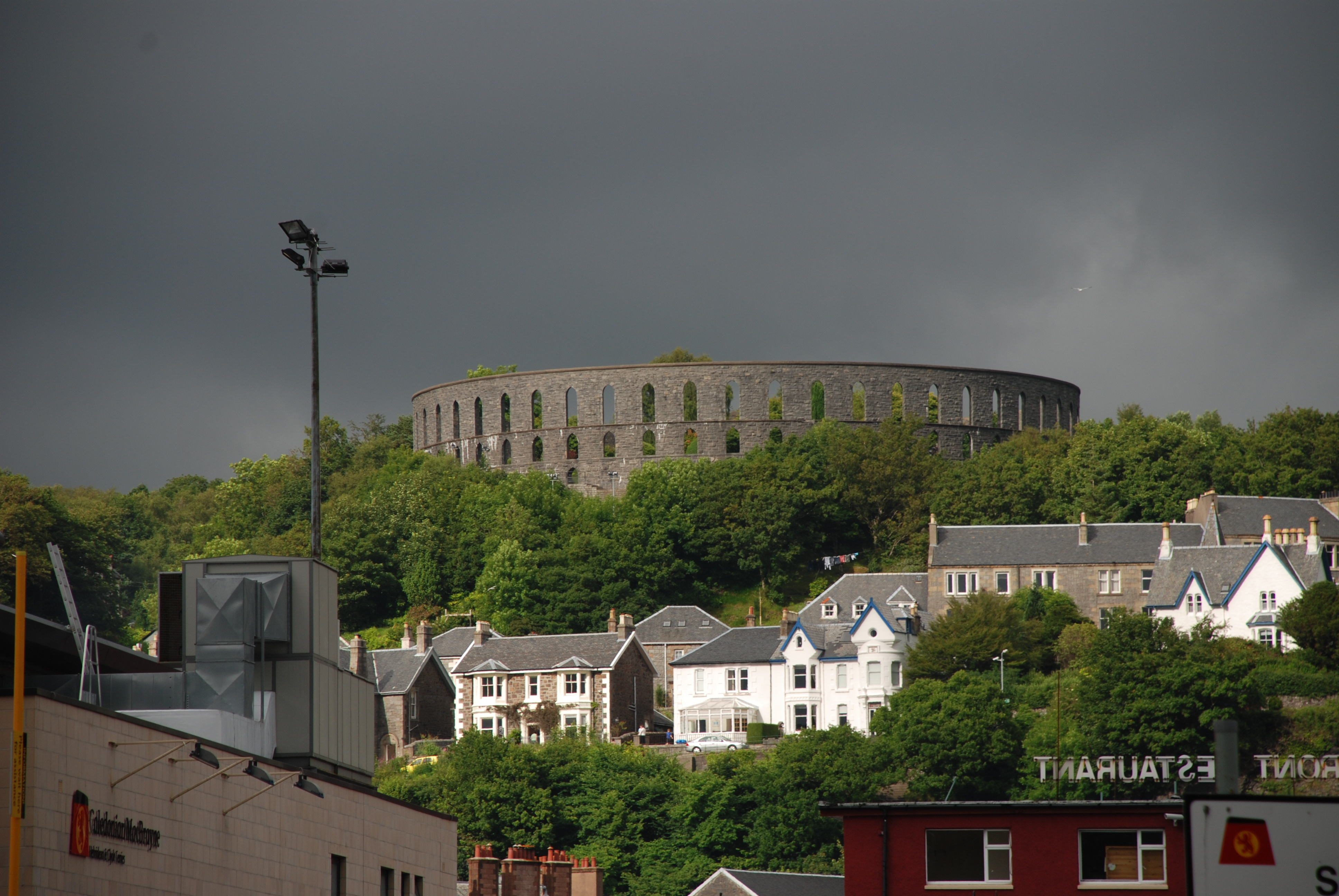
McCaig's Tower, Écosse.

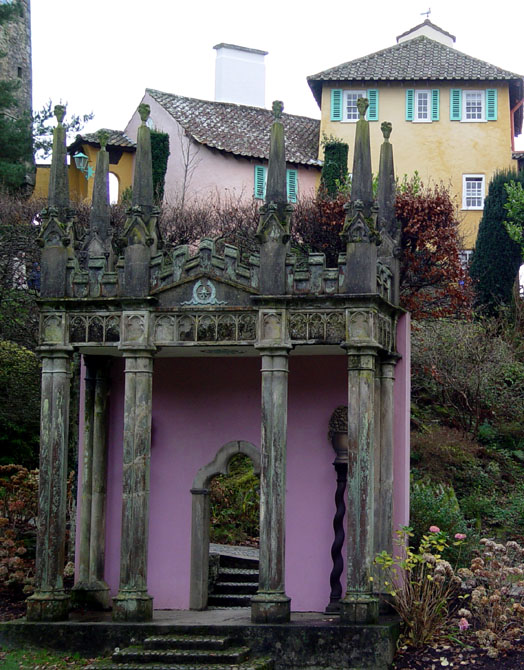
Portmeirion, Galles.

- Édimbourg : le Monument national d'Écosse sur Calton Hill, le Scott Monument sur Princes Street
- Falkirk : Dunmore Pineapple
- Lugton (en), Renfrewshire : Caldwell Tower (en)
- Oban : McCaig's Tower (1895-1902)

#### Galles
- Pontypool : Folly Tower (en)

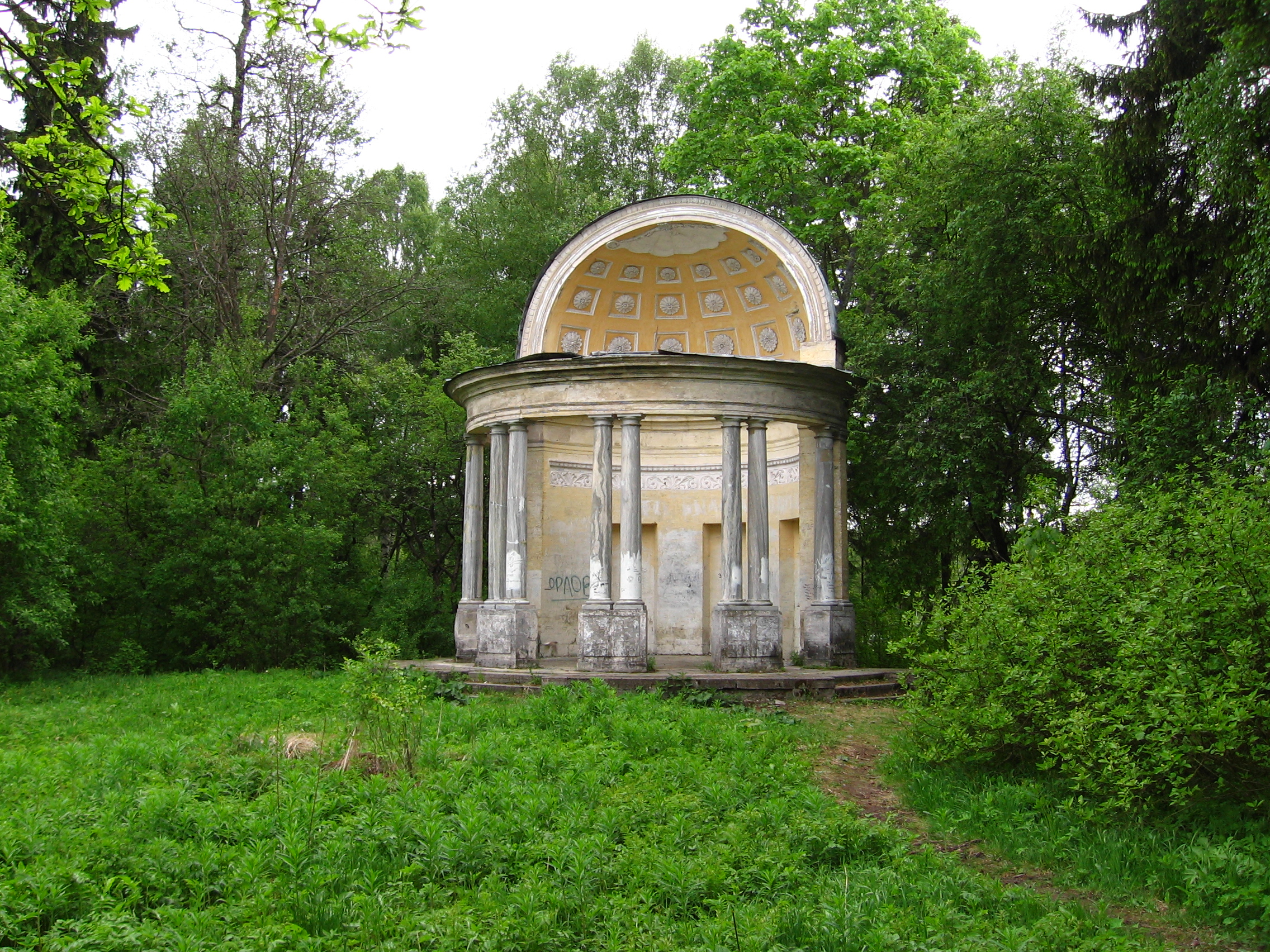
Gatchina, pavillon à ciel ouvert.

- Portmeirion : ensemble de constructions formant un « village ». Il s'agit du « Village » créé par Sir Clough Williams-Ellis et où fut tournée la série télévisée Le Prisonnier des années 1970.

### Roumanie
- Château Iulia Hasdeu

### Russie
- Gatchina : pavillon à ciel ouvert
- Pavlovsk : petit fort « médiéval », ponts
- Peterhof : tours en ruine et chapelle
- Palais de Tsaritsyno
- Tsarskoïe Selo : village chinois, pavillons hollandais de l'Amirauté

### Suède

La Tente tartare de Drottningholm.

- Château de Drottningholm : plusieurs fabriques, dont le Pavillon chinois et la Tente tartare qui inspira celle de Charles de Beistegui au château de Groussay (France)

## Mythologie
En dehors de la série culte Le Prisonnier de Patrick McGoohan, tournée à Portmeirion, les fabriques ont inspiré plusieurs romanciers : Agatha Christie en 1956 avec Poirot joue le jeu (Dead Man's Folly), où une fabrique de jardin offre la solution du mystère, ou encore Marcel Brion en 1963 avec La Folie Céladon, roman situé dans un pavillon rococo quelque part en Autriche, sur une île fluviale.

## Galerie

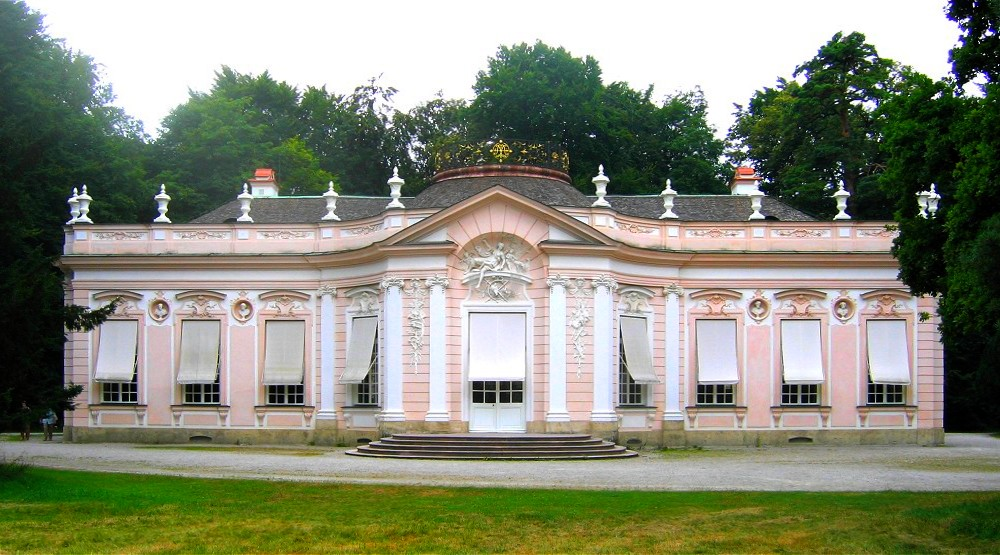
Le pavillon d'Amalienburg à Nymphenburg.
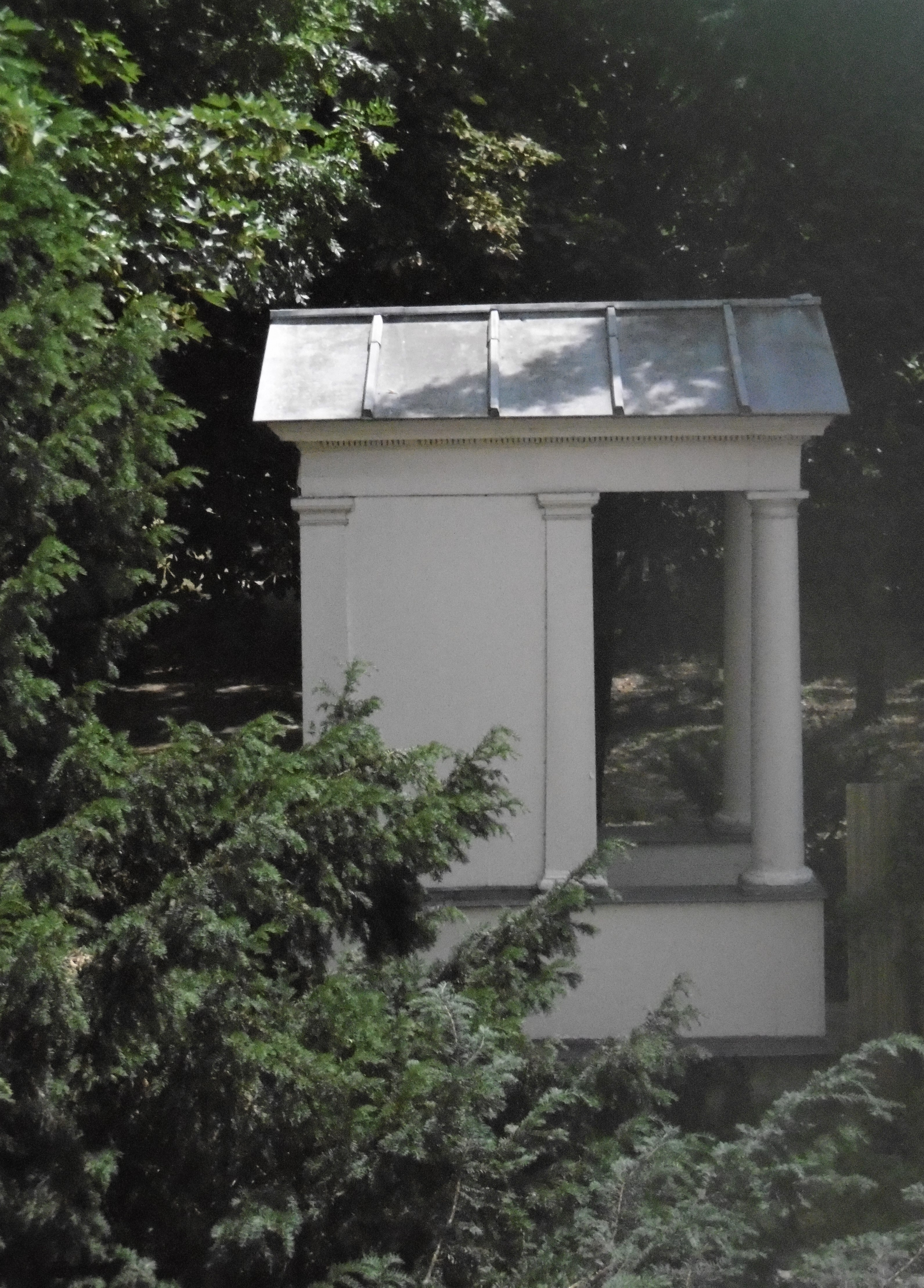
Jardin du couvent de la Visitation (Denfert-Rochereau, Paris)
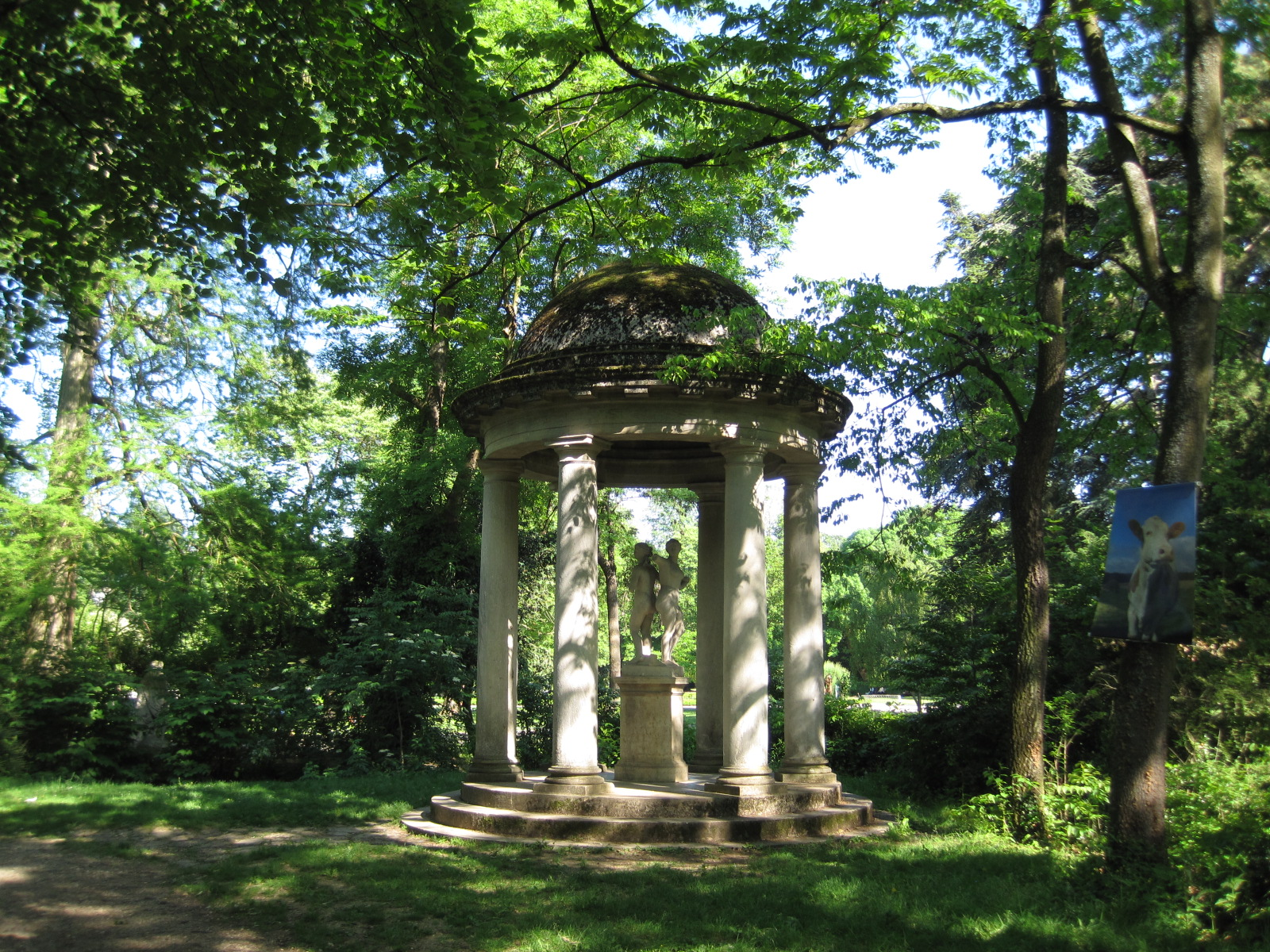
Temple de l'Amour du jardin botanique de l'arquebuse de Dijon en Bourgogne
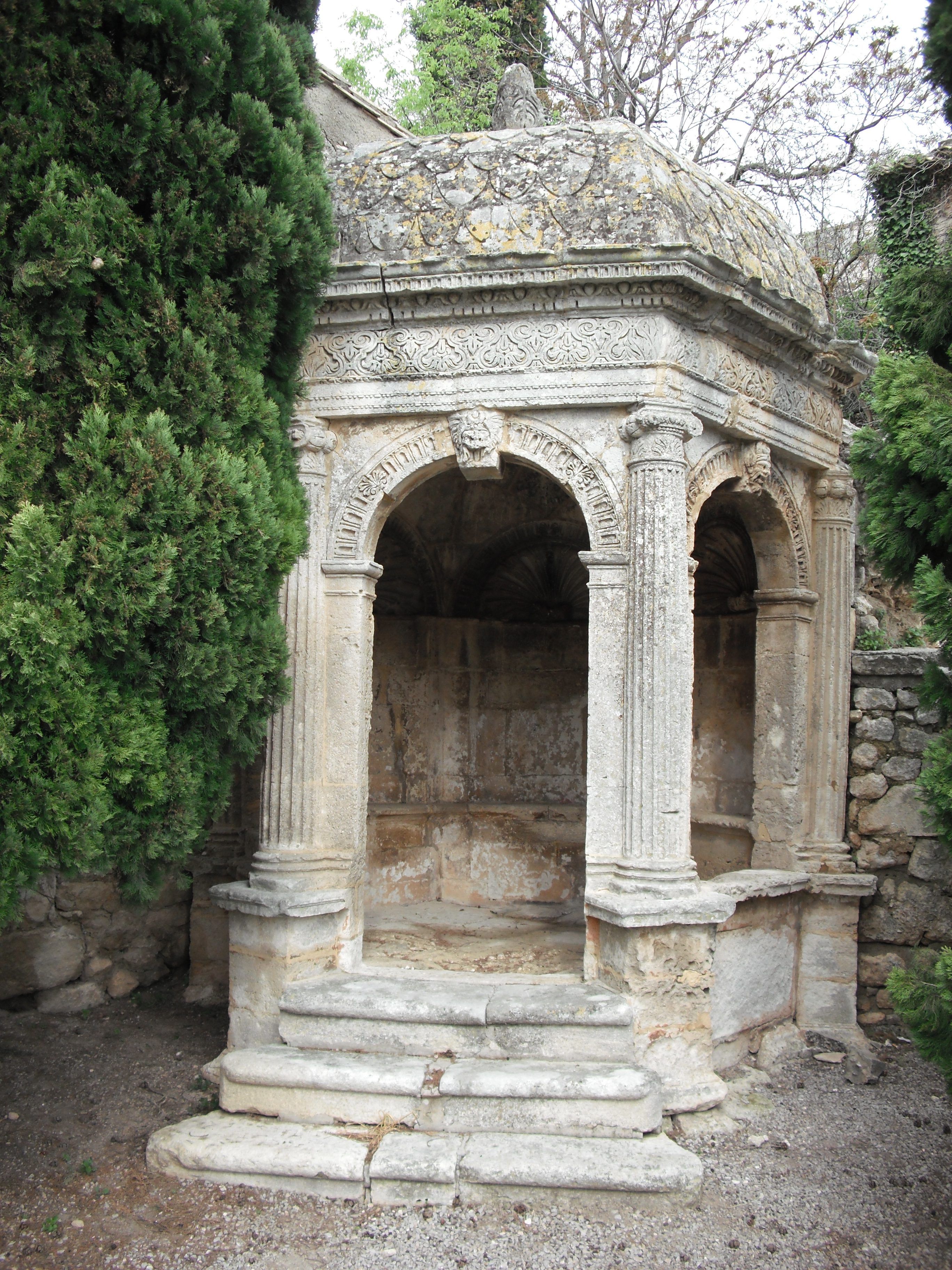
Pavillon d’Amour de la Reine Jeanne du XVIe siècle aux Baux-de-Provence
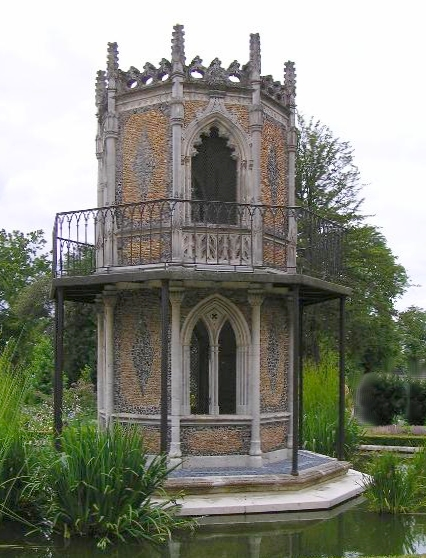
Tour gothique dans le jardin public de Cognac
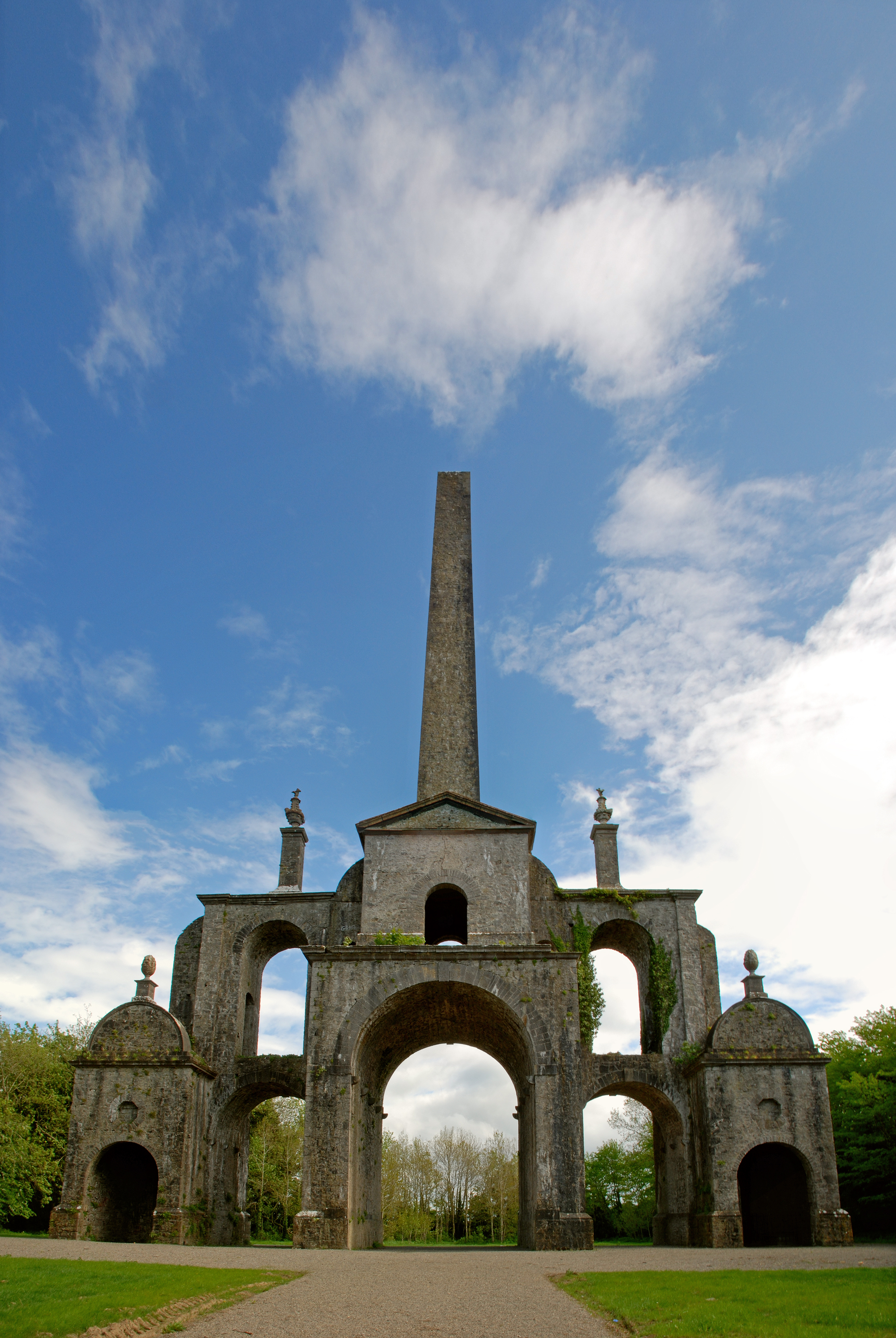
L'obélisque de Conolly's Folly (en)